# Middleton (Idaho)
Pour les articles homonymes, voir Middleton.
Middleton est une ville américaine située dans le comté de Canyon en Idaho.

## Démographie
| 1920 | 1930 | 1940 | 1950 | 1960 | 1970 |
| ---- | ---- | ---- | ---- | ---- | ---- |
| 585  | 372  | 477  | 496  | 541  | 739  |

| 1980  | 1990  | 2000  | 2010  | - | - |
| ----- | ----- | ----- | ----- | - | - |
| 1 901 | 1 851 | 2 978 | 5 524 | - | - |

Selon le recensement de 2010, Middleton compte 5 524 habitants. La municipalité s'étend sur 5,70 milles carrés (14,76 km2), dont 5,65 milles carrés (14,63 km2) de terres.